# Kurt Vile
Kurt Vile (Philadelphia, 3 januari 1980) is een Amerikaanse muzikant, zanger en producer. Hij vergaarde de meeste bekendheid door zijn solowerk en als voormalig gitarist van indierockband The War On Drugs. Hij wordt zowel in de studio als op het podium bijgestaan door zijn band The Violators, die sinds 2022 onder andere bestaat uit multi-instrumentalisten Jesse Trbovich en Adam Langellotti en drummer Kyle Spence.
Geïnspireerd door Pavement, Bruce Springsteen, Neil Young, Tom Petty en John Fahey begon Vile zijn muzikale carrière met het maken van lo-fi-opnames vanuit zijn eigen huis, vaak samen met Adam Granduciel. Het duo begon toen samen de band The War On Drugs, waarna in 2008 het debuutalbum Wagonwheel Blues werd uitgebracht.

## Discografie

### Albums
- 2008: Constant Hitmaker
- 2009: God Is Saying This to You...
- 2009: Childish Prodigy
- 2011: Smoke Ring for My Halo
- 2013: Wakin on a Pretty Daze
- 2015: B'lieve I'm Goin Down...
- 2018: Bottle It In
- 2022: Watch My Moves

### Ep's
- 2009: Fall Demons
- 2009: The Hunchback EP
- 2010: Square Shells
- 2011: So Outta Reach
- 2013: It's a Big World Out There (And I Am Scared)
- 2020: Speed, Sound, Lonely KV
- 2023: Back to Moon Beach

### Singles
- 2008: "Freeway"
- 2009: "He's Alright"
- 2010: "In My Time"
- 2013: "Never Run Away"

- Bibsys: 1512647516239
- Bibliothèque nationale de France: cb165209671 (data)
- Gemeinsame Normdatei: 1222134586
- International Standard Name Identifier: 0000 0000 7167 5436
- Library of Congress Control Number: no2009160627
- MusicBrainz: e07a111e-4e8a-4651-a849-01ac60551ab2
- Nationale Bibliotheek van Tsjechië: xx0238705
- Nationale Bibliotheek van Israël: 987007403217105171
- Réseau des bibliothèques de Suisse occidentale: 02-A024180416
- Système universitaire de documentation: 158361350
- Virtual International Authority File: 101495278
- WorldCat: E39PBJgmHKRhR7TDf94hvyj9jC